# Wiener Außenring Autobahn
De Wiener Außenring Autobahn is een Oostenrijkse snelweg die rondom het Wienerwald loopt. De snelweg heeft als wegnummer A21 en volgt het traject van de E60. De lengte van deze zuidelijke buitenringweg van Wenen bedraagt 38 kilometer tussen het knooppunt met de A1 en de aansluiting op de A2 in het zuiden van Wenen.
Autobahnen: A1 · A2 · A3 · A4 · A5 · A6 · A7 · A8 · A9 · A10 · A11 · A12 · A13 · A14 · A21 · A22 · A23 · A24 · A25 · A26
Schnellstraßen: S1 · S2 · S3 · S4 · S5 · S6 · S7 · S8 · S10 · S16 · S18 · S31 · S33 · S34 · S35 · S36 · S37